# Литвански крсташки рат
Литвански крсташки рат је био серија оружаних сукоба Тевтонског и Ливонског реда у циљу насилне христијанизације паганске Велике кнежевине Литваније. Ливонски ред је окупирао Ригу 1202. године, а Тевтонски ред је освојио Кулмерланд 1230-их. Прво су покорили друга суседна балтичка племена — Курше, Семигале, Латгале, Селоњане и Старе Прусе — у Ливонском крсташком рату и Пруском крсташком рату.
Први налет против Литванаца и становника Жемогитије био је 1208. године. Од тада, редови су играли кључну улогу у литванској политици, али нису били директна претња све до 1280-их. У то време, Велика кнежевина Литванија је већ била централизована држава и могла је да се брани. Током  века, ред је организовао годишње колонијалистичке упаде у земље Жемогитије и Литваније, без великог успеха, али уз огромну људску цену. Погранични региони у Жемогитији и Сувалкији постали су ретко насељена дивљина због етничког чишћења, иако је ред добио врло мало територије. Резултујући ратови између Тевтонског реда и Литваније били су један од најдужих сукоба у историји Европе.
Велико војводство је коначно прешло на хришћанство 1386. године, када је велики кнез Литваније Јагело прихватио крштење из Пољске пре венчања са краљицом Јадвигом и крунисања за краља Пољске. Међутим, крштење није зауставило крсташки рат, јер је ред јавно оспорио искреност преобраћења на папском двору. Литванија и њен нови савезник, Пољска, поразили су ред у одлучујућој бици код Гринвалда 1410. године, која се често наводи као крај литванског крсташког рата и пољско-литванско-тевтонског рата. Коначни мир постигнут је споразумом у Мелну (1422), којим је окончано 225 године ратовања.

## Позадина
Крсташи су тврдили да воде рат да би силом преобратили нехришћанске „невернике“ у хришћанство. У 12. веку свети Бернард од Клервоа је писао да је и убијање незнабожаца оправдано: „Хришћанин се хвали смрћу незнабожаца, јер је Христос прослављен“. Тек у 15. веку, на сабору у Констанци, то гледиште ће бити оспорено и започета је расправа о правима пагана. И сама Литванија је прихватила различите религије — за време владавине краљева Миндовга и Гедимина, фрањевачки и доминикански манастири су већ били основани у Литванији са литванским монасима. У својим писмима папи, Гедимин се жалио да су крсташи уништавали хришћанске цркве да би имали изговор за рат.
Балтички крсташки рат започео је 1197. Први сусрети милитантних хришћанских мисионара са Литванцима догодили су се 1185. године, када су Литванци напали Светог Мајнхарда (први ливонски епископ). Литванске трупе су такође подржавале локални отпор Семигалаца и Латгала. Тевтонском реду је 1220-их година Конрад Пјаст дао земљу близу Торуња, чиме је крсташе приближио литванским земљама. Са доласком првих тевтонских крсташа, предвођених Херманом Балком, у Хелмнинску земљу 1230. године, верске традиције данашње Естоније и Летоније почеле су полако да се окрећу католичанству. Већ су постојала заједничка религиозна веровања између германских и литванских народа, попут поштовања бога Перкунаса.
Тридесетих година 12. века дошло је до војних сукоба између хришћана и Литванаца у близини северних граница тадашње Ливоније. Ливонијско братство мача, основано 1202. године, започело је походе за ширење на ово подручје. Кроз Ливонски крсташки рат освојили су Теру Маријану која се граничила са Литванском Жемогитијом, што је појачало сукобе. Ти сукоби су достигли врхунац 1236. године у битци код Саулеа близу Шјауљаја — Ливонско братство мача претрпело је катастрофалан пораз. Преживело је само 10% њихове војске, а убијено је више од 48 њихових витезова. У светлу њиховог пораза и неизмирених дугова, ред је био приморан да постане огранак Тевтонског реда под називом Ливонски ред.
Војни походи реформисаног Ливонског реда против Литванаца и даље су били неуспешни. Чак и уз подршку Тевтонског реда, хришћански Ливонци су претрпели велике поразе у биткама код Дурбе (1260), Карусе (1270) и Аизкраукле (1279). Ови губици су ослабили Тевтонски ред, што је омогућило Велики пруски устанак. Када је преобраћени краљ Литваније, Миндаугас, убијен 1263. године, регион је ушао у еру нестабилности. Литванци су подржавали пруске устанке и заједно са Прусима и Јотвинзима организовали војне нападе. То укључује опсаду замка Велува (Wehlau) из 1264. у Самбији за време владавине великог војводе Трениоте и освету Пољској за Јотвинге.
Тек 1283. године, након поновног освајања Пруса, Тевтонски ред је усредсредио своје походе на крхку, новоформирану Краљевину Литванију.:26

## Циљеви
Тевтонски ред је првобитно планирао да целу Литванију укључи у састав Тевтонске државе, као што је то био случај са Пруском, али су ти планови наишли на снажан отпор Литваније. Главни циљ Тевтонског реда био је да освоји литванску равничарску област, Жемогитију, и да тамо изгради тврђаве како би учврстио своју контролу. Попут клина, Жемогитија је раздвајала територије које је освојио Тевтонски ред и оне које је освојио Ливонски ред. Покоравањем Жемогитије, ред би могао да уједини своју управу на обе територије. Почевши од владавине Гедимина, Литванија је такође почела да се брзо шири на исток, освајајући рутенске земље и добијајући више ресурса за своје дуготрајне ратове.
За ред је промоција хришћанства имала снажан идеолошки подстицај. Када су битке око Јерусалима престале након пада Акре 1291. године, хришћанске верске групе су усмериле своје војне напоре ка источној Европи и Пиринејском полуострву, са намером да их освоје.:117 Литвански владари су жестоко оспоравали концепт крштења и редовно су вршили нападе и освајања на германске земље. Као резултат тога, ред се усредсредио на њихово сузбијање као моћног, паганског непријатеља.:45 Међутим, тевтонски аргумент за преобраћење литванских пагана је на крају постао углавном изговор за експанзију.:21:26
Иако су своје напоре усредсредили на нестабилне кнежевине Белорусије и Украјине, Литванци нису могли да игноришу агресију хришћанских крсташа. Нити су могли постићи било какав миран споразум са Тевтонским редом, који је захтевао масовна крштења као услов мира. Од тада је одбрана Жемогитије и других рањивих региона постала приоритет за Литванце.:13–14 Изгледи за плен од Великог војводства Литваније и државе Тевтонског реда погоршали су сукоб, а освајања обе стране су често била краткотрајна или насумична.:53

## Фазе сукоба

### Почеци и Витенисова владавина (1283–1315)
Године 1283, хроничар Петар Дусбуршки је забележио да је Тевтонски ред завршио своје освајање Пруске и Јотвинга. Неки Јотвинзи су се повукли у Литванију, а неке су крсташи депортовали у Самбију. Литвански крсташки рат почео је у зиму 1283.
Прва мета Тевтонаца било је утврђење Бисене на западној литванској граници.  Теутонски војници којима је командовао Конрад фон Тирберг прешли су залеђену реку Њемен и ујутру напали литванску тврђаву. Пала је поподне и изгорела до темеља. Након спаљивања утврђења Колаињаја 1291. и Бисене 1316. године, Јунигеда (данас Велиуона) постала је најзападнија литванска тврђава дуж реке.  Године 1298, литвански вођа Витенис напао је ливонске крсташе у Курландији, делу Ришке надбискупије.:29 Након почетних успеха крсташа, две стране су се бориле у бици код Тураиде након што је Витенис склопио савез са грађанима Риге, града који је наводно био под контролом Ливонског реда.:55–59
Сукоби су настављени крунисањем литванског великог војводе Витениса 1303. године. Витенис је желео да се супротстави северним и источним суседима Литваније. Послао је 2.000 наоружаних витезова на своје границе:23, док су изоловане литванске трупе извршиле препад на Пруску. Стабилнији након гушења пруских побуна 1283. године, Тевтонски ред је послао војне јединице у Семигалију и Скалвију, које су тада биле под контролом Литваније. Уследило је неколико година релативног затишја све док Тевтонски ред није одлучио да нападне Жемогитију.:52
Тевтонски витезови су организовали око 20 напада на регион.  Витенис је предузео мере да поткопа утицај локалних жемогитијских племића, о чему сведочи све већи број издајника и избеглица.  Ливонски ред је консолидовао своју контролу над Семигалијом, где су Литванци имали гарнизоне од битке код Аизкрауклеа. Године 1313. Ливонски ред је заузео замак Динабург (Даугавпилс), који су Литванци контролисали од 1281. 
Да би боље одбранио своју источну границу од литванског напредовања, Тевтонски ред је подигао мале тврђаве и утврђене куће. Гарнизони су често садржавали неколико витезова са више војника и штитоноша. Утврде су биле претеће само због свог стратешког положаја. Неке од најимпозантнијих су биле у Неману, Совјетску и Мајовки (Калињинградска област.:90–91
Витенис је реаговао на покрете реда 1311. године тако што је своју најбољу коњицу усмерио ка Мазурији и неојачаним областима пруске границе. Упркос 4.000 литванских коњаника, изненадиле су их и протерале снаге које је предводио Ландмаршал Хајнрих фон Плоцке.:53–54 Али општи страх хришћанског становништва од „дивљих пагана” није се променио победом, посебно не међу немачким колонистима у руралним областима територије реда.:53–54 Витенисов последњи велики напад догодио се у октобру 1315, непосредно пре његове смрти.:55

### Владавина Гедимина (1316–1345)
За време Гедиминове владавине као великог војводе Литваније, рат се заоштрио на северној и западној граници са Тевтонским редом. Гедимин се низом бракова 1325–1328. удружио са пољским краљем Владиславом I Кратким.:34  Пољска је постала непријатељски расположена према Тевтонском реду због њиховог спора око доминације Помераније. Као резултат тога, Локијетек је склопио анти-тевтонски одбрамбени војни пакт са Гедимином 1330–1331.
У зиму 1329. чешки краљ Јован формирао је војску за учешће у крсташком рату. Ојачани овом подршком, витезови реда су успели да заузму неколико важних тврђава у Жемогитији. Сукоби са пољским краљем и ограничени доприноси Јована Чешког одложили су освајање даљих територија.
Пошто је сукоб између Тевтонског реда и Пољске био настављен 1330. године, Велико војводство Литваније је доживело предах. Крсташи су победили Пољаке у Кујавији 1331. Године 1336, велика војска коју су подржавали Јован Чешки и његов зет Хенри XIV, војвода Баварске, прешла је Њемен у Жемогитији и напала замак Пиленај. Увидевши да ће бити поражени, браниоци су спалили добра тврђаве и убили се. Када је тврђава освојена, Тевтонски витезови су је заменили новим утврђењем којим су крстили Бајернбург (Raudonpilis) у част Хенрија XIV. Надали су се да ће тврђава послужити као упориште за даље походе у региону. Након повлачења већег дела војске реда, Бајернбург су заузеле и уништиле литванске трупе које је лично предводио Гедимин. Према локалном предању, погођен је стрелом испод храста који и данас постоји изван утврђења. Највероватније је умро 1341. године, у предаху борби. 

### Браћа Алгирдас и Кестутис (1345–1382)
Сукоб се поново заоштрио 1345. након што су два Гедиминова сина, Алгирдас и Кестутис, преузела власт збацивши свог брата Јаунутиса, који је био Гедиминов наследник. Њих двојица су делили контролу над територијом као дуумвират: земљу на југоистоку контролисао је Алгирдас, а земљом на западу (укључујући Жемогитију) је управљао Кестутис. Као резултат тога, Кестутис је водио већи део борбе против Тевтонског реда, са различитим резултатима. Године 1349, тевтонски командант Винрих фон Книпроде однео је победу против Литванаца у бици код Стреве, која је одржана на отвореном пољу.
Године 1352, предвођена фон Книпродеом, сада великим мајстором Тевтонског реда, тевтонска држава је започела период тихог раста и избегавала је несугласице са Краљевином Пољском. Године 1358, цар Светог римског царства Карло IV изразио је жељу за миром ако би литвански суверен прихватио хришћанство. Алгирдас је предвидео потпуно повлачење Тевтонског реда из Балтичког региона, што је Карло IV одбио јер му је била потребна подршка реда. Рат је завршен тек 1361. када су маршал реда Хенинг Шиндекопф и угарски Лајош I успели да заробе Кестутиса. Песник и хералд Петер Сухенвирт написао је песму у знак сећања на заробљавање, када се Кестутис очигледно заклео да ће прећи на хришћанство. Кестутис је успешно побегао из затвора у замку Малборк 1362.
Тог априла, тевтонска војска је уништила замак Каунас, који се налазио унутар граница Великог војводства Литваније. Тај успех је означио почетак периода међусобног пустошења који је окончан тек када су оба противника знатно ослабљена. Између 1362. и 1370. године крсташи су извршили 20 „казнених експедиција“ у Литванију. (Они су завршили 52 до 1382.) Као одговор, Кестутис и Алгирдас су окупили војне контингенте из целе Литваније, од руских феудалаца верних великом кнежевству, и од Татара који су били расположени да помогну јер су делили границу са Тевтонском државом у близини Кенигсберга.
До фебруара 1370. створени су услови за велику битку код Рудауа. Тевтонска војска је однела победу упркос свом инфериорном броју јер су били бољи у борби на отвореном. Овим напредовањем, Тевтонски ред је још увек са добром посадом извршио напад на престоницу Литваније, Вилњус и Тракај. Литванци су узвраћали спорадичним препадима.

### Литванска и пољска борба за власт (1386–1409)
Нова фаза започела је 1377. Алгирдасовом смрћу.:75 У Литванији је избила борба за власт између Алгирдасових синова, Кестутиса, и Кестутисовог сина Витолда. Наизменично су склапани савези са бившим противницима на северу и западу пошто је питање хришћанског обраћења изгубило енергију у претходном веку.
Године 1380, Тајним уговором из Довидишкеса, Тевтонски ред је подржао Алгирдасовог наследника Јагела против Кестутиса у замену за разне уступке. Док је Кестутис остао Јагелин заробљеник до 1382. године, Витолд је побегао свом рођаку у Тевтонску државу, верујући у њихову помоћ да свргну Јагела и његове савезнике. Тамо је прешао у хришћанство.
Ова борба за власт окончана је у лето 1384, што је довело до паузе како је христијанизација Литваније напредовала.:70 Јагела је отишао код пољског племства, сљахте, да тражи да се ожени пољском краљицом Јадвигом.:78 Њихови разговори о браку и Јагелином преласку на хришћанство створили су стабилнији однос између Пољске и Велике Кнежевине Литваније. Уговор о споразуму, Кревска унија, поставио је две земље на пут све веће блискости, што је на крају довело до пољско-литванске уније. Јагела је такође био принуђен да склопи споразум са својим рођаком Витолдом да прихвати Витолдове захтеве и врати његове поседе. Јагела (сада под именом Владислав II Јагело) је изабран за краља Пољске након што се крстио и оженио Јадвигом 1386.:78 Литванија, последња паганска држава у Европи, прихватила је хришћанство.
Литванско племство је било скептично у погледу асимилације у пољску културу, па је Јагело морао да уступи већа права Витолду, који је желео да се прошири на исток у Велику московску кнежевину  и требало му је више слободе за војну акцију. Витолд је пренео своја права на Жемогитију на Тевтонски ред Салинским уговором из 1398.:56 Тај акт је такође ратификовао Јагела као краља Пољске 1404.:56–57
- Улрих фон Јунгинген, велики мајстор Тевтонског реда од 1407. до 1410, гравура у дрвету, 17. век
- Литвански војвода Витолд велики, гравура у дрвету, 17. век
- Пољски краљ Владислав II Јагело, слика из 1475–1480.

### Растућа нестабилност Тевтонског реда (1409–1410)
Лидери Тевтонског реда били су скептични и несигурни у погледу своје будућности у региону након што је Јагело прихватио пољску круну и хришћанство, истовремено одржавајући блиске везе са Литванијом. Ове сумње су створиле идеолошке и војне проблеме за ред. Литванска конверзија довела је у питање статус реда као средства борбе против паганизма, који је толико најављивао у претходним деценијама. Ред је тврдио да су литванска крштења била само за политичке циљеве и да се већина Литванаца држала својих традиционалних веровања.:74 Негирајући могућност масовног крштења, Витолд и Јагело су тражили од папе Бонифација IX да интервенише. Папин одговор стигао је 1403. године, папска була којом је Тевтонским витезовима забрањено да објављују рат Литванији.
Тевтонски ред је био забринут због одговора. Краљевина Пољска, смештена на југу, заклонила је монашку државу и омогућила јој да расте током нестабилног 15. века. Након анексије Помераније 1309. године и Пољско-Тевтонског рата 1326–1332, пољско племство је постало непријатељски расположено према реду. Њихово одбацивање погоршано је трајним непријатељством Литванаца, стварајући напетост на јужним и источним границама реда.
Пораз Златне хорде од Витолда у бици на реци Ворскли 1399. потпуно је променио спољну политику Литваније. Пре тога, Литванци су се фокусирали на експанзију на исток. Сада су променили своје циљеве и поново се концентрисали на Жемогитију. С обзиром на локално незадовољство против Тевтонског реда, Витолд је размишљао о обнављању непријатељстава.
Иако је папска була из 1403. наложила уступке феудалцима литванских области, наредба није била добротворна. На територијама под контролом реда, незадовољство Литваније је расло због црквених десетина и рестриктивног режима који су наметнули трговци Тевтонске државе. Када је народу наметнула нови круг давања, претња народног устанка постала је конкретна.:85

### Битка код Гринвалда и мировни уговори (1410–1422)
Пажљиво темпирана протестна писма народа Жемогитије стигла су у Римску курију у исто време када и из бројних европских дворова и цехова градова у источној Европи.:82 Подстакнут од стране великог војводе Витолда, први устанак Жемогита заузео је регион од 1401. до 1404. године и престао је када је потписан мировни споразум којим је призната власт крсташа над регионом.:79 Године 1409. Витолд се залагао за другу побуну. Уз отворену подршку побуни на територији Тевтонског реда, велики мајстор Улрих фон Јунгинген је позвао на рат.:35-36 6. августа 1409. фон Јунгингенов хералд је донео формално оспоравање наредбе пољском краљу.:35-36 Ово је означило почетак Grossen Streythe (Велика свађа), како су Тевтонски витезови назвали Пољско-литванско-тевтонски рат.
Наредба је започела инвазијом на Велику Пољску и заузимањем многих замкова. У јесен 1409. преговарано је о кратком примирју уз посредовање Вацлава IV Чешког. Дана 15. јула 1410. године, борци су се састали у историјској бици код Гринвалда.  Тевтонски ред је тешко поражен и ушао је у период кризе. Упркос својој предности након победе, пољски краљ Јагело није извршио одлучујући, брзи удар против Тевтонског реда, што је реду дало времена да одбрани своје преостале позиције.
Торнским миром из 1411. Тевтонски ред је пристао да ослободи Жемогитију и изврши репарације срушених утврђења. Ред је престао да врши упаде против Литванаца, који су до тада углавном прешли на хришћанство због пољског утицаја. Али ред је успео у преговорима о блажим санкцијама у целини захваљујући интервенцији Жигмунда Луксембуршког, цара Светог римског царства. Неки аутори  сматрају да је миром у Торну закључен литвански крсташки рат.
Године 1413, нови тевтонски велики мајстор, Хајнрих фон Плауен, успротивио се арбитражи царског изасланика Бенедикта Макраија, који је Литванцима доделио источну обалу реке Њемен. Због његовог противљења, сменио га је Михаел Кихмајстер фон Штернберг. Схватајући крхкост поретка у том тренутку, фон Штернберг је тражио мир са Пољском. Међутим, када је и он оповргао Макраијову одлуку, Пољаци су напали Вармију да би започели Рат глади 1414. Поражен, ред се одрекао својих захтева. Настао је продужени период склапања примирја и преговора, који су били изузетно скупи за Тевтонски ред који је већ ослабљен ратовима и репарацијама.
На сабору у Констанци, ред је морао да оправда своје војне акције. Ситуација је постала толико финансијски несигурна да је ред морао да смањи војну потрошњу, што је драстичан помак у поређењу са претходним вековима. Литванске границе су стабилизоване тек након кратког Голубског рата 1422. године, и споразумом из Мелна. Разграничења уговора остаће непромењена скоро 500 година и завршиће се литванском окупацијом Клајпедског региона 1923.

## Војна стратегија
Тевтонски ред је био нестрпљив да се инсталира у Жемогитији, а Литванци су покушали да их спрече, али то није успело. Не само да је и једнима и другима недостајало дугорочно планирање, већ је Литванцима недостајала и подршка међу осталим феудалцима источне Европе. Само посебно енергични велики кнезови, као што је Витенис око 1311. године, успели су да уједине регионално расцепкане литванске снаге под једном заставом за напад. Ипак, комбинована војска регионалних подјединица остала је само номинално уједињена, што је отежавало комбиновану офанзивну акцију у случају снажног контранапада. Просечан број мушкараца на терену по наређењу кретао се од 3.000 до 8.000. Ниједна страна није планирала походе за прецизне циљеве, осим Тевтонског похода 1336. који је завршен изградњом Бајернбурга. Литванци су покушали да направе прецизан поход 1370. године, али је то пропало након њиховог одлучујућег пораза код Рудауа.
Ратови су били обележени малим окршајима, препадима, опсадама и жестоким репресалијама које су имале за циљ убијање сељака.:226 И литванска лака коњица и војске реда радије су упадале у незаштићена насеља пре него што су се упуштале у битке великих размера. Литвански јуришници су понекад мучили своје заробљенике, а тевтонски презир према Литванцима био је чувени пример њиховог „поклона“ Гринвалдских мачева пре њиховог катастрофалног губитка у бици код Гринвалда. Велике битке биле су изузеци у сукобу. Тевтонски ред је предузео око 300 војних похода између 1305. и 1409. године. Литванци су извршили само 45 упада у Тевтонску државу.

## Историографија
Најстарија историографија око литванских крсташких ратова подељена је између немачких, литванских и пољских извора и обично је посвећена бележењу политичких догађаја.:39,76 Примарни изворни материјал је тешко протумачити због пристрасних описа које је свака страна користила ради иностране подршке. Ови пропагандистички извештаји су илустровани у списима Петра Дусбуршког из 14. века, као што је Chronicon terrae Prussiae, који је вековима збуњивао историјска истраживања о крсташким ратовима. Из сличних разлога, многи извештаји о крсташким походима погрешно називају Литванце „Сараценима“. Сам ред је Литванце описивао као „пагане“, али крсташи који су говорили француски или енглески често су користили тај израз чак и након што су Литванци углавном прешли на хришћанство.:415,419 Ово је вероватно допринело забуни и послужило као оправдање за наставак крсташких ратова.
У Немачкој су сукоби углавном заборављени или ограничени на спор између Тевтонског реда и Краљевине Пољске који је окончан Торнским миром. Аналитичари попут Виганда из Марбурга често су комбиновали чињенице и усмене приче са фолклором и митовима.:43 У 18. веку, пруски научници су доводили у питање искреност Гедиминових дипломатских напора и обећања о конверзији.:76 У историјским књигама штампаним од 1800-их па надаље, литвански крсташки рат је минимизиран или приказан у појединачним повољним епизодама, као што је битка код Рудауа или изградња насеља од стране немачких колониста.:60
Сукоб је данас у Литванији представљен на супротан начин. Током средњег века, литвански историчари попут Јана Длугоша заснивали су свој рад на Литванским хроникама. Хронике садрже комбинације докумената (познатих као редакције) који одражавају званична државна тумачења литванске историје. Хронике су аргументовале литвански национализам повезујући литванску династију Палемонида са владавином Старог Рима. Историографски запис обухвата и лична писма литванских владара Гедимина, Алгирдаса и Витолда, која су често писана на старословенском, немачком или грчком језику. Ови политички извештаји су допуњени културним записима попут оних Михала Литуана и Симонаса Даукантаса. Жемогијски писци су уздизали локална јуначка дела јер је ова област била централни тевтонски циљ у крсташким ратовима. Пољска, присутна током сукоба, не помиње се често, иако хроника Станислава Сарницког укључује расправу о крсташким ратовима.
Модерна литванска историјска истраживања су донедавно била под јаким утицајем совјетске културе и ограничења. Добро цењена литванска студија Едвардаса Гудавичијуса, „Kryžiaus karai Pabaltijyje“, написана је да би се избегла совјетска цензура, што је довело до тога да Гудавичијус умањи важност литванске независности и прецени улогу средњовековних папа у вођењу литванских крсташких ратова.:293 Слично томе, совјетски историчари су често сматрали да су литвански грб и структура владе позајмљени из руске културе.:300 Гудавичијус је касније предложио да заједничку владавину Алгирдаса и Кестутиса треба посматрати као део литванске традиције „подмонарха“ са Алгирдасом на челу, а не као историјско уверење да су два брата владала као једнаки.:294 Совјетски истраживачи су избегавали да пишу о Алгирдасу.:301 Теорија Гудавичијусовог ученика Алвидаса Никжентајитиса из 1986. да је Гедимин отрован довела је у питање прихваћени совјетски поглед на историју Литваније. Перцепција литванске војне стратегије се такође променила, пошто су историчари открили да су Литванци повремено користили коњицу и намерно се тактичко повлачили да би збунили своје непријатеље, као што су то учинили у бици код Гринвалда.
Средњевековно проучавање литванских крсташких ратова је ограничено на енглеском језику, али се повећало са падом гвоздене завесе.:289 Истраживање С.Ц. Ровела из 1993. у Lithuania Ascending олакшало је другим историчарима да испитају политички и културни контекст литванских крсташких ратова. Ровел се залаже за усвајање руских извора из 16. века који, иако искварени, садрже информације о литванским крсташким ратовима.:290 Ови новији извори виде употребу верског преобраћења од стране литванских владара као што је Гедимин као стратегију за стицање политичког утицаја и вођење дипломатије; не описују преобраћења као лажљиво.

## Временска линија

### Позадина
- 1230 — Седам тевтонских витезова и њихових скоро 750 следбеника стижу на ушће Висле на југу Хелмнинске земље под командом Пруса Хермана Балка
- 1236 — Битка код Саулеа 22. септембра, пораз Ливонијског братства мача
- 1237 — Асимилација задужене браће Ливона у Тевтонски ред
- 1242 — Пораз тевтонског контингента на Чудском језеру од Александра Невског; први пруски устанци након напада Бату-кана у региону
- 1244 — Битка код Ембутеа
- 1251 — Литвански војвода Миндовг је примио хришћанство, иако је поново усвојио литванска веровања око 1260.
- 1259 — Битка код Скуодаса 5. августа, победа Ливонског реда под Бурхардом фон Хорнхаусеном
- 1260 — Битка код Дурбе 13. јула; други талас пруских устанака
- 1270 — Битка код Карусеа
- 1275–1299 — Нерегуларни војни походи Литваније, делимично у име Ришке архиепископије, у Семигалију
- 1279 — Битка код Аизкрауклеа 5. марта између Ливонских витезова и Жемогита, победу су однела ови последњи
- 1287 — Битка код Гарозе
- 1298 — Битка код Тураиде

### Крсташки ратови
- 1303 — Први упади Литваније у Скалвију
- 1311 — Битка код Воплаукиса
- 1315 — Опсада Христмемела
- 1320 — Битка код Медининкаја
- 1323 — Битка код Мемела
- 1324 — Савез између литванског војводе Гедимина и пољског краља Владислава I Кратког
- 1326 — Поход на Бранденбург
- 1329 — Јован Чешки се придружио крсташким ратовима против Литваније
- 1329 — Брдске тврђаве заплењене од стране реда и Јована Чешког после опсаде Медвегалиса
- 1336 — Велики поход реда који је довео до опсаде Пиленаја
- 1344 — Формира се дуумвират између Алгирдаса и Кестутиса
- 1348 — Битка код Стреве 2. фебруара са поразом Литваније
- 1361 — Кестутис је први пут заробљен од стране реда, али је побегао следеће године
- 1362 — Опсада Каунаса, након које је по налогу замак сравњен са земљом
- 1365 — Опсада Кернаве
- 1370 — Битка код Рудаве 17. фебруара, победа реда
- 1372 — Крај литванско-московског рата
- 1377 — Алгирдасова смрт 24. маја
- 1382 — Кестутис умире, у затвору, у августу
- 1384 — Опсада Маријенвердера (Каунас)[3]
- 1386 — Алгирдасов син, Јагело, ступио је на престо Пољске. Његов рођак Витолд је проглашен за великог војводу Литваније
- 1387 — Почела је христијанизација Литваније коју је наметнуо Јагело
- 1398 — Салинским уговором 12. октобра, Витолд предаје Жемогитију реду
- 1399 — Битка на реци Ворскли вођена је 12. августа. Литванци су били ослабљени након губитка од Златне Хорде
- 1390 — Опсада Виљнуса
- 1401–1404 и 1409 — Жемогитијски устанци
- 1402 — Опсада Виљнуса

### Последице
- 1410 — Битка код Гринвалда 15. јула, са великом пољско-литванском победом над редом
- 1410 — Неуспешна пољско-литванска опсада Маријенбурга од 26. јула до 19. септембра
- 1411 — Торнски мир, којим се ред одрекао својих освојених литванских територија
- 1422 — Уговор из Мелна, којим се ред заувек одрекао права на Жемајитију